# ۸۳۵ (قمری)
۸۳۵ (قمری)، هشتصد و سی و پنجمین سال در گاهشماری هجری قمری است. اول محرم این سال برابر با هجدهم سپتامبر سال ۱۴۳۱ میلادی است.